# Rue de Turin (Paris)
Pour l’article homonyme, voir rue de Turin.
La rue de Turin est une voie du 8e arrondissement de Paris. 

## Situation et accès
La rue est située dans le quartier de l'Europe, dans le nord-est du 8e arrondissement de Paris. Elle suit un axe grossièrement sud-sud-est / nord-nord-ouest. Elle commence au 34, rue de Liège et se termine au 27, boulevard des Batignolles (boulevard marquant la limite avec le 17e arrondissement). La rue n'est pas continue, se joignant sur quelques dizaines de mètres à la rue de Moscou.
Du sud au nord, la rue de Turin croise la rue de Moscou (côté Est), la place de Dublin — où se croise la rue de Saint-Pétersbourg (traversante), la rue de Moscou (traversante), la rue Clapeyron et la rue de Turin — et la rue de Florence (côté Est).
La rue de Turin est située à 350 mètres au nord de la gare Saint-Lazare.
Elle est desservie par les stations de métro Liège (ligne 13) et Europe (ligne 3) pour sa partie sud et les stations Rome (ligne 2) et Place de Clichy (lignes 2 et 13)  pour sa partie nord.

## Origine du nom
Son nom correspond à la ville de Turin en Italie. La rue se situe dans un quartier, centrée sur la place de l'Europe dont de nombreuses voies prirent lors de leur aménagement dans la première moitié du XIXe siècle le nom de grandes villes européennes.

## Historique
La rue de Turin fut ouverte en 1847 mais ne fut terminée qu'en 1857,. 

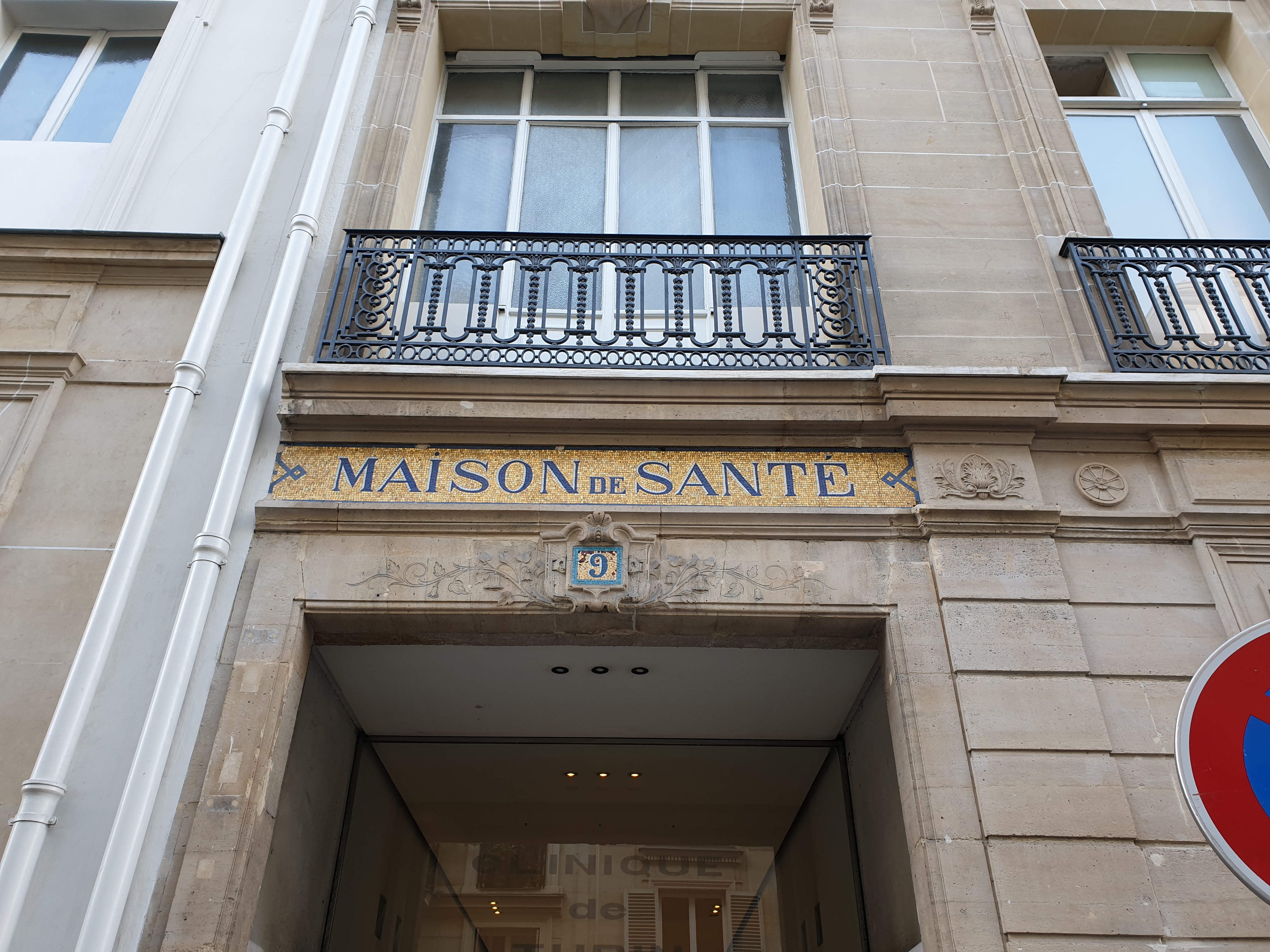
Mosaique de l'ancienne maison de Santé au 9 de la rue de Turin

En 1882, une congrégation religieuse ouvre une maison de santé au no 9 de la rue, elle fait ensuite appel à des chirurgiens des hôpitaux et devient en 1908 la S.A. Maison de Chirurgie qui est aujourd'hui la clinique de Turin, l'une des plus anciennes institutions hospitalières de Paris. La clinique s'étend désormais sur plusieurs immeubles contigus de la rue.

## Bâtiments remarquables et lieux de mémoire
- Charlotte Baignères, femme d'Arthur Baignères, belle-sœur de la salonnière Laure Baignères et mère de deux amis de Marcel Proust, Paul et James Baignères (1880-1943) : « […] une Anglaise à la beauté épanouie. Paul Bourget, toujours soucieux de sa carrière et acharné à se pousser dans le monde, avait souhaité — mais sans pouvoir réaliser ce vœu — d'épouser sa fille Louise[4]. »
- Michel Bez, artiste peintre, vécut au no 4.
- Pour l'élection régionale de 2015 en Île-de-France, la candidate des Républicains, Valérie Pécresse, avait installé son quartier général de campagne au no 24.

## Dans la culture

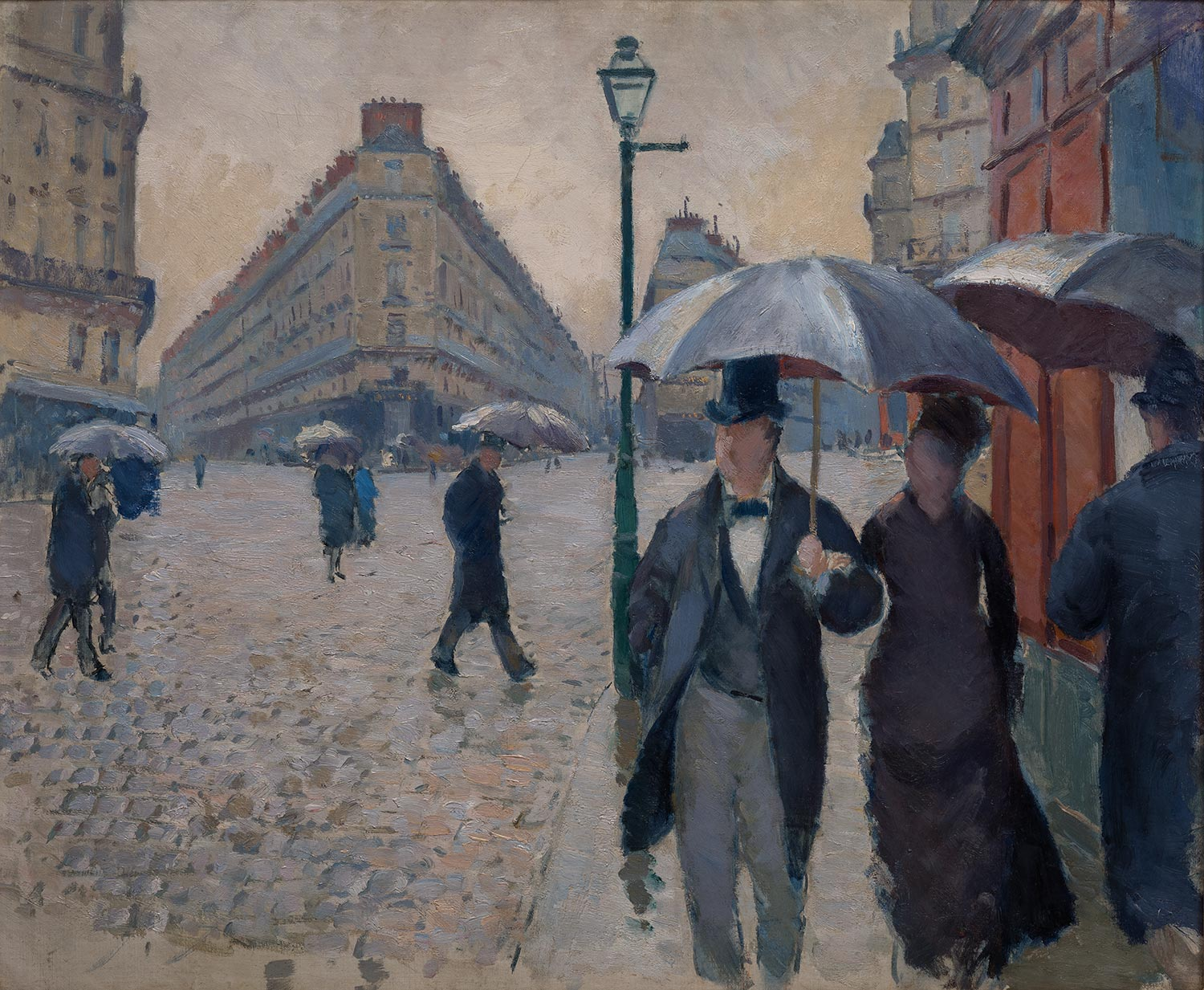
Etude pour Rue de Paris, temps de pluie
Gustave Caillebotte, 1877
Musée Marmottan

Le peintre Gustave Caillebotte dans Rue de Paris. Temps de pluie, représente le carrefour des rues de Turin et de Moscou, près de la place de l’Europe. Une étude est conservée au Musée Marmottan à Paris, le tableau se trouve à l’Art Institute of Chicago.
L'écrivain et historien de la philosophie Jean Préposiet (1926-2009), dans un de ses rares romans policiers, évoque la rue de Turin : 
« Ce soir-là, Thérèse regagna beaucoup plus tôt que d'habitude la rue de Turin, à cause d'une bagarre qui avait fait s'enfuir les filles de la rue de Budapest ».

## Sources
- André de Fouquières, Mon Paris et ses Parisiens, vol. 2, Paris, Pierre Horay, 1954.
- Félix de Rochegude, Promenades dans toutes les rues de Paris : VIIIe arrondissement, Paris, Hachette, 1910 (lire en ligne).